# Calico Cooper
Calico Cooper, född 20 maj 1981, är dotter till den amerikanske rocksångaren och låtskrivaren Alice Cooper. Calico har jobbat som skådespelerska, sångare och har turnerat med Alice Cooper sedan år 2000.
Calico föddes i Beverly Hills, Kalifornien men växte upp bland turnébussar och dieselgeneratorer tillsammans med pappa Alice Cooper med säte i Phoenix, Arizona.
Som ung var Calico alltid den som spexade och ville ha uppmärksamhet. Mamma Sheryl och pappa Alice såg snabbt hennes talang och vid 15 års ålder hade hon vunnit flera tävlingar och mottagit flera stipendier. Senare tog hon flera snabbkurser i skådespeleri och fick medverka i några musikaler. Senare skapade hon sin egen musikal kallad "The Imposters" där hon skrev manus, regisserade och spelade huvudrollen. Vid 18 års ålder flyttade Calico till Los Angeles, där hon utbildat sig vid "Stella Adler Academy of Acting".
Calico Cooper har medverkat i fem independent-filmer, tio världsturnéer och ett hundratal musikaler. Filmbranschen är hennes nästa mål.